# Lhommeia viridaria
Lhommeia viridaria är en fjärilsart som beskrevs av Rothschild 1914. Lhommeia viridaria ingår i släktet Lhommeia och familjen mätare. Inga underarter finns listade i Catalogue of Life.